# جورجیو کاپسی
جورجیو کاپسی (انگلیسی: Giorgio Capece؛ زادهٔ ۵ مارس ۱۹۹۲) بازیکن فوتبال اهل ایتالیا است.
از باشگاه‌هایی که در آن بازی کرده‌است می‌توان به باشگاه فوتبال ویرتوس لانچانو، باشگاه فوتبال آسکولی، و باشگاه فوتبال اسپال اشاره کرد.
وی همچنین در تیم ملی فوتبال زیر ۲۰ سال ایتالیا بازی کرده‌است.